# Emmelbaum
Emmelbaum település Németországban, Rajna-vidék-Pfalz tartományban. Lakosainak száma 83 fő (2023. december 31.).

## Népesség
A település népességének változása:
| Lakosok száma | 81   | 70   | 70   | 72   | 80   | 83   |
|               | 1975 | 2017 | 2019 | 2021 | 2022 | 2023 |